# Elia Dalla Costa
Elia Dalla Costa (né le 14 mai 1872 à Villaverla dans la province de Vicence en Vénétie - mort le 22 décembre 1961 à Florence) est un ecclésiastique italien de la première moitié du XXe siècle, qui devint prélat de l'Église en Italie, lorsqu'il fut nommé évêque de Padoue, puis archevêque de Florence, puis cardinal. La cause pour sa béatification a été engagé par l'Église catholique, qui l'a reconnu vénérable en mai 2017.

## Biographie

### Débuts pastoraux
Fils du secrétaire communal Luigi Dalla Costa et de Teresa del Canton, Elia naît à Villaverla, dans la province de Vicence, le 14 mai 1872. Orphelin de père dès l'âge de cinq ans, la vie est dure à la maison mais sa mère s'efforce de lui fournir une éducation soignée. Après avoir fait ses classes élémentaires à Vicence, c'est à l'âge de 14 ans, en 1886, qu'il entre au séminaire diocésain. Pour ses études en théologie, Elia Dalla Costa fréquente aussi la Faculté de Lettres à l'université de Padoue, où il obtient un diplôme en 1897. Il est ordonné prêtre le 25 juillet 1895 dans la cathédrale de Schio. Dès lors, il sert comme chapelain de son curé malade avant d'être professeur de lettres au séminaire de Vicence. Par la suite, il est chapelain à Pievebelvicino et en 1902 à Pozzoleone comme curé. C'est le 10 novembre 1910 qu'on lui confie la paroisse de Schio, fonction qu'il occupera pendant 12 ans. 
C'est un prêtre dynamique, proche de ses paroissiens, qui visite régulièrement les plus démunis et les malades et qui se montre disponible jour et nuit. Pendant la Première Guerre mondiale, sa paroisse se situe sur la ligne de front. Elia Dalla Costa organise l'aide aux blessés et après le conflit, participe à la reconstruction morale et spirituelle de ses paroissiens et met en œuvre une aide pour les orphelins. Il recevra la Croix de la Couronne d'Italie.

### Évêque de Padoue
Le 23 mai 1923, il est nommé évêque de Padoue, diocèse qu'il gèrera pendant neuf ans. Parmi les nombreuses activités qu'il mène, Mgr Dalla Costa effectue deux visites pastorales dans les 400 paroisses du diocèse, relève une cinquantaine de paroisses et réorganise son clergé et son diocèse après les ravages causés par la Première Guerre mondiale. Sur le plan spirituel, il relance le culte eucharistique, l'Action catholique et des mouvements de jeunesse. L'une de ses priorités est la sanctification de son clergé. Il organise des retraites pour les prêtres diocésains et réorganise le séminaire.

### Archevêque de Florence
Le 19 décembre 1931, il est nommé archevêque de Florence, et sera élevé au rang de cardinal en 1933 par le pape Pie XI. Mgr Dalla Costa effectue quatre visites pastorales de son archidiocèse, organise deux synodes diocésains (1935 et 1946), tient deux Congrès catéchétiques (1933 et 1940) et deux Congrès eucharistiques diocésains (1937 et 1946). Comme à Padoue, il travaille à la sanctification de son clergé et la formation des prêtres. Il fait construire le nouveau séminaire de Montughi. 
Dans les années 1930, le cardinal Dalla Costa s'oppose au gouvernement fasciste de Benito Mussolini. Pendant la Seconde Guerre mondiale, il mobilise son clergé pour mettre à l'abri les femmes et les enfants et notamment des familles juives,,, raison pour laquelle il sera nommé en novembre 2012, à titre posthume, Juste parmi les nations, tout comme le coureur cycliste Gino Bartali en 2013, dont il emploiera les talents sportifs pour faire passer des messages secrets destinés à cacher et accueillir ces familles . Il empêcha aussi la destruction des trésors artistiques de Florence. 
Après la guerre, il lança de nombreuses œuvres spirituelles et culturelles, notamment avec le maire Giorgio La Pira. Il effectua la reconstruction de nombreuses paroisses, donna naissance à plusieurs églises dans les zones périphériques, et impulsa le dialogue interreligeiux, faisant de Florence une « ville ouverte », afin de permettre la stabilité et la paix dans le monde. En 1951, épuisé par les responsabilités et le lourd travail à réaliser après guerre, Mgr Dalla Costa présente sa démission au pape Pie XII en 1951. Celui-ci refuse, lui ajoute des évêques auxiliaires, et n'acceptera sa démission qu'en 1958 pour des raisons de santé. 
Elia Dalla Costa termine mène les trois dernières années de sa vie reculé dans la prière et la méditation. Il meurt le 22 décembre 1961, laissant derrière lui de nombreux écrits spirituels mais surtout le souvenir d'un ecclésiastique exemplaire. Au moment de son décès, il était le cardinal le plus âgé du Sacré Collège et avait été considéré un temps comme papable au conclave de 1939.

## Béatification
La cause pour la béatification et la canonisation d'Elia Dalla Costa débute le 26 janvier 1981 dans l'archidiocèse de Florence. L'enquête diocésaine se clôture le 19 novembre 1993 puis est transférée à Rome pour y être étudiée par la Congrégation pour les causes des saints. La commission théologique s'est clôturée à la fin de 2016.
Le 2 mars 2017, l'archevêque de Florence, le cardinal Giuseppe Betori a annoncé que le pape François a une vénération toute spéciale pour Elia Dalla Costa et que sa cause en béatification pourrait bientôt aboutir. En effet, le 4 mai 2017, le pape François autorise la Congrégation pour les causes des saints a promulguer le décret reconnaissant les vertus héroïques d'Elia Dalla Costa, lui attribuant ainsi le titre de vénérable. 